# Lasioglossum rohweri
Lasioglossum rohweri là một loài Hymenoptera trong họ Halictidae. Loài này được Ellis mô tả khoa học năm 1915.